# プライベートLTE
プライベートLTEとは、自営網として利用可能なLTEシステムである。免許不要の周波数帯（Wi-Fiなどが利用している5GHz帯など）で他システムとの共用で利用する場合はアンライセンスLTE技術のMulteFireなどの技術を併用する。
米国では、3.5GHz帯 (band48) がCBRS (Citizens Broadband Radio Service) として割当られている。
日本では、1.9GHz帯 (Band39) を使用した自営通信 sXGPや2575-2596MHz帯 (Band41) を使用した自営等BWAで利用が可能。